# Helophorus glacialis
Helophorus glacialis é uma espécie de insetos coleópteros polífagos pertencente à família Hydrophilidae.
A autoridade científica da espécie é Villa & Villa, tendo sido descrita no ano de 1833.
Trata-se de uma espécie presente no território português.